# Bombardeo de la mezquita de Al-Ansar
El bombardeo de la mezquita de Al-Ansar fue un ataque aéreo llevado a cabo por la Fuerzas de Defensa de Israel el 22 de octubre de 2023, en el curso de la guerra de Gaza, contra la mezquita de Al-Ansar situada en Yenín, en Cisjordania, matando a dos personas e hiriendo a otras tres. Los medios israelíes informaron que el ataque fue realizado por un avión de combate.

## Antecedentes
El ataque se produjo en un contexto de creciente violencia en Cisjordania desde el ataque de Hamás a Israel del 7 de octubre de 2023. Las fuerzas israelíes también han intensificado sus ataques en el territorio, con numerosas operaciones y bombardeos que mataron a otros cinco palestinos la misma noche en Qabatiya, Tammun y Nablus, lo que eleva el número total de muertos en Cisjordania desde el 7 de octubre a 90 personas, según al Ministerio de Salud palestino.
El campo de refugiados de Yenín es un importante centro de actividad militante palestina, y las Brigadas de Yenín ha sido durante mucho tiempo un foco de operaciones militares israelíes.

## Ataque aéreo
Los funcionarios palestinos declararon que al menos dos personas murieron y otras tres resultaron heridas en el ataque. Las imágenes del lugar mostraban grandes daños en la mezquita.
Según las Fuerzas de Defensa de Israel (FDI) el ataque se produjo contra «operativos terroristas» que estaban utilizando la mezquita como centro de mando, estaban organizando un «ataque inminente» y habían estado involucrados en varios ataques en los últimos meses. También dijeron que todos los miembros del grupo murieron en el ataque.
Las FDI no confirmaron los medios por los cuales se había realizado el ataque, pero los medios de comunicación israelíes informaron que el ataque se llevó a cabo utilizando un avión de combate. De confirmarse, sería la segunda vez en aproximadamente dos décadas que un avión de combate bombardea un objetivo en Cisjordania.
El Ministerio de Exteriores de Palestina denunció el bombardeo de la mezquita en Yenín ya que considera supone una «peligrosa escalada» del conflicto por el uso de aviones, que pueden llevar a Cisjordania a una situación semejante a la de Gaza.
Tras el ataque, los residentes recibieron mensajes de texto advirtiéndoles que se abstuvieran de ayudar a la Brigada Yenín.